# 오스트레일리아 원주민 언어

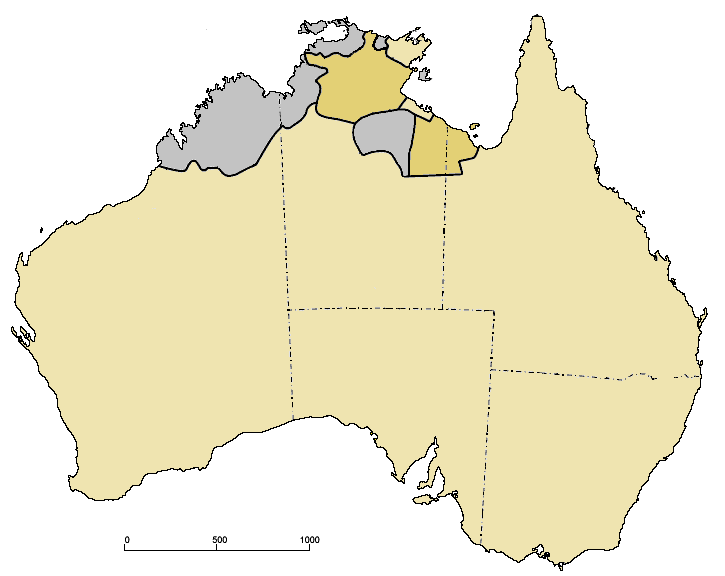
오스트레일리아 원주민 언어의 구분. 파마늉아어족(연갈색)과 그 밖의 언어(겨자색과 회색).

호주 지역별 원주민 언어 사용 인구의 비율 (2011년 인구조사)

오스트레일리아 원주민 언어는 오스트레일리아 및 주변 도서 원주민의 토착어를 가리킨다. 사어가 된 것을 포함해 약 290~363개의 언어가 있었으며 30여 개의 어족 및 고립어로 나뉜다. 이 언어들 간의 관계는 현재로서 명확하지 않으나 최근 수십 년간 많은 연구가 진행되었다. 태즈메이니아 언어와 서부 토레스 해협어를 포함시켜 말할 때도 있는데, 후자는 오스트레일리아의 주요 어족인 파마늉아어족에 속하지만 전자는 나머지 오스트레일리아 언어들과의 관계가 명확하지 않다. 오스트레일리아 원주민 언어 대부분은 파마늉아어족에 속하며 나머지는 편의상 ‘비(非)파마늉아어족 언어’라 부른다.
18세기 끝 무렵 250여 개가 넘는 원주민 집단이 있었으며, 이와 비슷한 수의 언어 및 방언들이 존재했다. 21세기 첫 무렵 현재 150여 개 미만의 원주민 언어만이 남아 있으며, 여전히 어린이들에게 전수되고 있는 13개 언어를 제외하면 모두 사멸 위기에 처해 있다. 살아남은 언어들은 대부분 외딴 지역에 분포한다. 이는 과거 오스트레일리아 정부가 저지른 원주민 문화와 말을 말살하려는 폭력, 강제 이주, 강제 불임, 부모로부터 어린이 격리 정책 따위의 결과이다. 현재는 이러한 정책이 공식적으로 모두 사라졌으며 서부사막어 (앨리스스프링스 서부의 사막지역 언어), 칼라우라가우야어(토레스 해협) 및 북부의 일부 언어들은 살아남았다. 일부 공동체에서는 이중언어 교육이 성공적으로 이루어지고 있으며, 앨리스스프링스 주변에서는 백인 교사들에게 현지어를 배우는 것이 의무화되어 원주민 부모들이 자녀가 영어를 배우지 않는다고 불평하기도 하였다. 오스트레일리아 원주민 언어 가운데 가장 화자가 많은 왈피리어, 무린파타어, 티위어의 경우 1,000~3,000명 가량의 화자가 있다.
태즈메이니아 원주민의 언어는 기록되기 이전에 오스트레일리아 식민 초기 백인들의 공격으로 사멸하였다. 이들은 마지막 빙하기때 본토로부터 떨어져 나왔으며 약 1만2천 년 동안 바깥 세상과 끊어져 있었다. 이 언어에 대해 알려진 바는 너무 적어서 분류가 불가능하나, 오스트레일리아 본토 언어와 음성학적으로 비슷했던 것으로 보인다.

## 특징
같은 조상으로부터 나왔기 때문인지 아니면 오랜 접촉 때문인지는 알려지지 않았지만, 오스트레일리아 언어들은 언어유형학적으로 비슷하며 많은 어휘와 독특한 음운론적 특징을 공유한다. 오스트레일리아 대륙 전체를 하나의 언어동조대라고 볼 수 있다.
많은 오스트레일리아 언어가 공유하는 사회언어학적 특징은 이른바 회피 사용역의 사용이다. 회피 사용역은 장모와 사위 등 특정한 근친이 주변에 있을 때 사용하는 사용역인데, 문법은 일상언어와 같지만 어휘는 일상언어와 다르며 매우 제한적이다. 또한 오랜 애도나 성인식 기간 동안 말하는 것이 금기인 경우가 많고 이에 따라 여러 오스트레일리아 원주민 수화가 생겨났다.
형태통사적 정렬 면에서 오스트레일리아 원주민 언어는 대부분 능격-절대격 언어이다. 이 경우 분열 능격성을 보이는 경우가 많은데, 대명사(또는 1인칭과 2인칭)는 주격-대격 체계를 따르고 일반명사(또는 3인칭)는 능격-절대격 체계를 따르는 언어가 흔하다. 어떤 언어는 유정명사냐 아니냐에 따라 분열 능격성이 나타나기도 한다. 또 어떤 언어에서는 주격-대격 패러다임과 능격-절대격 패러다임 사이에 끼인 인칭(예를 들어 2인칭 또는 3인칭 인간명사)에서 삼분법성이 나타나기도 하는데, 즉 자동사의 주어·타동사의 주어·타동사의 목적어인 경우를 모두 다르게 나타내는 것이다. 그러나 카야딜드어처럼 완전한 주격-대격 언어도 몇몇 있다.

### 음소 목록
모음 체계는 /i, u, a/ 세 개의 모음으로 된 경우가 많다. 모음의 장단을 구분하기도 한다. 몇몇 언어에서는 /u/가 원순성을 잃어 [i, ɯ, a]가 되기도 한다.
오스트레일리아 언어는 유성음과 무성음이 대립하지 않는 경우가 많다. 즉 하나의 음소가 어두에서는 [p]로 소리나지만 어중에서는 [b]로 소리나는 식이다. 로마자나 국제 음성 기호로 표기할 때에도 유성음과 무성음을 구분하지 않는 경우가 많다. 또한 [h]를 포함해 마찰음 음소가 없는 언어가 많다. 마찰음 음소가 있는 경우 대개 비교적 최근에 파열음의 약화로 생겨난 것으로, [s] 같은 치찰음보다는 [ð]처럼 치찰음이 아닌 경우가 흔하다.
또다른 특징은 설정음의 조음 위치가 많다는 점이다. 거의 모든 언어에 음소로서든 변이음으로서든 네 가지 설정음 위치가 있다. 네 가지 위치는 혀끝의 모양이 뾰족하냐 납작하냐, 혀의 위치가 앞이냐 뒤냐에 따라 구별된다. 여기에 더해 양순음과 연구개음이 있지만, 구개수음과 성문음은 없다. 여섯 개 조음 위치에서 모두 파열음과 비음이 나타나고, 어떤 언어는 네 개의 설정음 위치에서 모두 설측음이 나타난다. 이를 잘 보여주는 예가 칼카퉁우어로, 양순음 /p m/, 치음 /t̪ n̪ l̪/, 치경음 /t n l/, 권설음 /ʈ ɳ ɭ/, 경구개음 /c ɲ ʎ/, 연구개음 /k ŋ/가 모두 나타난다. 야뉴와어는 여기에 더해 설배 경구개음 계열이 있으며, 일곱 개 조음 위치 모두에 비음, 파열음, 선비음화 파열음을 구분한다.
|    | 설첨음     | 설단음       |
| -- | ---------- | ------------ |
| 앞 | 치경음 [t̺] | 치음 [t̪]     |
| 뒤 | 권설음 [ʈ] | 경구개음 [c] |

칼라우라가우야어는 이러한 일반화에 잘 들어맞지 않으며 이웃한 파푸아 제어들과 비슷한 음소 목록을 지녔다. 치찰음 음소 /s~tʃ, z~dʒ/가 있고, 모든 장애음에 유·무성 대립이 있으며(/p b, t̪ d̪, t d, s z, k g/), 비음의 조음 위치는 세 곳뿐이다(/m n ŋ/). 모음은 8종류가 있으며 장단을 구분한다(/i iː, e eː, a aː, ə əː, ɔ ɔː, o oː, ʊ ʊː, u uː/) 쿤젠어와 이웃 언어들에는 그보다 남쪽에서는 찾아볼 수 없는 유기음(/pʰ, t̪ʰ, tʰ, cʰ, kʰ/)과 무기음의 대립이 있다.

## 분류

### 내적 분류

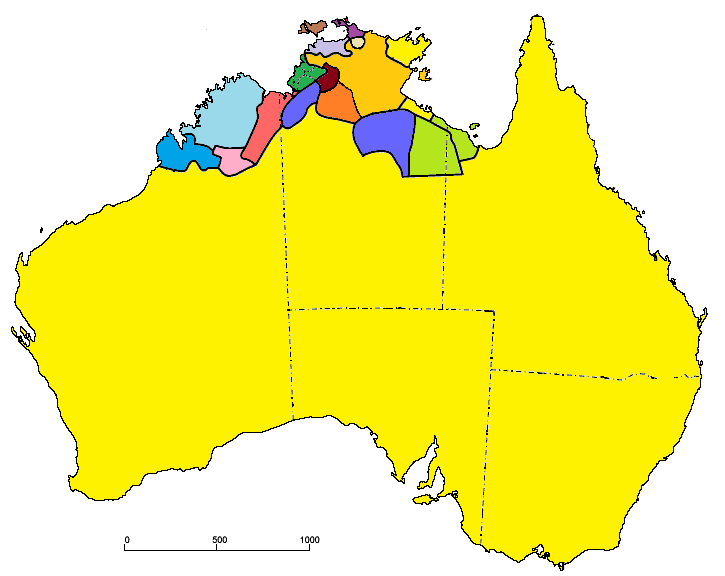
호주 원주민 어족의 분포. 서쪽에서 동쪽 순으로:
뉼뉼어족
워로라어족
부누바어족
자라크어족
민디어족 (2개 영역)
데일리 제어 (4개 어족)
와기만어
와다만어
티위어
다윈어족
이와이자어족
김비유어
확대 군위뉴구어족
가라와어족과 탕카어족
파마늉아어족 (3개 영역)

대부분의 오스트레일리아 언어는 파마늉아어족에 속한다. 대부분의 언어학자가 이를 인정하지만 로버트 딕슨은 파마늉아어족을 인정하지 않는다는 점을 주목할 만하다. 파마늉아어족에 속하지 않는 언어는 모두 북부 오스트레일리아에 분포하며 편의상 ‘비(非)파마늉아어족 언어’로 부르지만 이들이 하나의 어족을 이룬다는 뜻은 아니다. 로버트 딕슨의 주장에 따르면, 오스트레일리아 언어들이 지난 4만 년 동안 영향을 주고받은 결과 오스트레일리아에서 오래된 계통적 관계와 지역적 효과를 구분하는 것은 불가능하며, 파마늉아어족조차 유효한 어족이 아니라고 한다.
그러나 딕슨의 이러한 주장을 받아들이는 학자는 거의 없다. 예를 들어 케네스 헤일은 딕슨의 회의주의를 오류로 치부하며 “오스트레일리아에서 비교 재구의 방법을 매우 성공적으로 적용해 온 학자들에 대한 모욕으로, 단호한 반박을 필요로 한다”고 평하였다. 헤일은 대명사 체계와 문법의 보충법을 증거로 제시했으며, 서로 3000km나 떨어져 있는 오스트레일리아 동북해안 케이프요크반도의 중북부파마조어(pNMC)와 서해안의 응아야타조어 간 규칙적인 음운 대응을 보이는 50여개의 기초어휘 동계어 목록을 내놓아 파마늉아어족이 유효한 어족임을 뒷받침하였다. 헤일에 따르면 파마늉아어족은 인도유럽어족만큼 오래되었다.
조애나 니콜스의 제안에 따르면 오스트레일리아 북부의 어족들은 비교적 최근에 동남아시아 해양 지역에서 이동해 왔고, 오스트로네시아어족이 확장하면서 동남아시아에서 사라진 것일 수도 있다. 만약 그렇다면 파마늉아어족과 비파마늉아어족 간의 언어유형학적 차이를 설명할 수 있겠지만, 어떻게 단 하나의 어족만이 그토록 널리 퍼져 있는지는 설명이 되지 않는다. 니콜라스 에반스의 제안에 따르면 파마늉아어족의 확산은 오늘날 호주를 지배하는 오스트레일리아 원주민 친족 체계 등 애버리지니 문화의 확산에 따라 나타났다고 한다.
2017년에 마크 하비와 로버트 메일해머는 파마늉아어족과 비파마늉아어족 언어의 명사부류 접두사 체계를 분석함으로써 모든 오스트레일리아 언어의 조상인 오스트레일리아조어(祖語)를 재구할 수 있다고 주장하였다. 이에 따르면 오스트레일리아조어는 지금으로부터 약 12,000년 전에 오스트레일리아 북부에서 사용되었다.

### 외적 분류
오스트레일리아 원주민 언어와 파푸아 제어를 연결하려는 시도가 오랫동안 있었으나 성공하지 못했다. 파푸아 제어 중에서도 특히 토레스 해협과 아라푸라해에 접한 뉴기니섬 해안의 언어들이 주 목표가 되었다. 1986년에 윌리엄 폴리는 동뉴기니고지어족과 로버트 딕슨이 1980년에 발표한 오스트레일리아조어 사이의 어휘적 유사성을 지적하였다. 그는 오스트레일리아와 뉴기니에 인간이 살았던 대부분의 기간 동안 하나의 땅덩어리였고(사훌 대륙) 8,000년 전에야 토레스 해협으로 갈라졌음을 고려하면, 단일한 파푸아어족이나 오스트레일리아어족을 찾을 수 있을 거라는 기대는 순진한 생각이며, 보다 깊은 재구는 뉴기니와 호주 양쪽의 언어들을 포함할 것이라고 믿었다. 한편 딕슨은 자신이 제시했던 오스트레일리아조어 가설을 철회했다.

### 어족
오스트레일리아 원주민 언어는 약 30개의 어족 및 고립어로 나뉜다. 이름 뒤의 물음표는 불확실한 분류를 뜻하고, 괄호 안 숫자는 속한 언어 수를 나타낸다. 사멸한 언어도 포함한다.
- 고립어
  - 티위어
  - 김비유어 (사멸)
  - 마르구어 (사멸)
  - 와기만어 (사멸 직전)
  - 와다만어
- 부누바어족 (2)
- 서데일리어족 (11)
- 동데일리어족 (2)
- 북데일리어족? (2)
- 남데일리어족? (2)
- 이와이자어족 (3–7)
- 자라크어족 (3–5)
- 뉼뉼어족 (8)
- 워로라어족 (7–12)
- 민디어족 (5–7)
- 다윈어족? (4)
- 확대 군위뉴구어족? (22)
  - 마닝리다어족 (4)
  - 군위뉴구어족? (12)
  - 망아라이·마라어족? (4)
  - 쿵아라칸어
  - 가구주어
- 대 파마늉아어족?
  - 탕카어족 (5)
  - 가라와어족 (3)
  - 파마늉아어족 (~270)
- 서태즈메이니아어족? (사멸)
- 북태즈메이니아어족? (사멸)
- 동북태즈메이니아어족? (사멸)
- 동태즈메이니아어족? (사멸)

## 생존
유럽인과의 접촉 이전 호주의 인구와 언어 수 추정값으로부터, 약 250개 언어가 쓰였으며 화자 수는 각각 평균 3~4천 명이었으리라 짐작할 수 있다. 몇몇 언어는 식민 지배 수십 년 만에 사라졌다. 태즈메이니아 원주민에 대한 문화 말살이 악명 높은 사례다. 태즈메이니아섬은 제4기 빙하기가 끝날 때 호주 본토에서 분리되었으며 태즈메이니아 원주민은 약 12,000년 동안 바깥 세계와 단절된 채로 살았다. 클레어 보언은 최근 전산계통학 연구를 통해 12개의 태즈메이니아 언어가 존재했으며 호주 본토 언어와의 계통적 관계는 찾을 수 없다는 결과를 내놓았다.
1990년에는 과거의 250개 언어 중 90개가 여전히 살아 있지만 노인들이 사망함에 따라 빠르게 줄어들고 있다는 추정이 나왔다. 2001년의 조사에 따르면 이 90개 언어 가운데 70%가 ‘심각한 소멸 위기’에 처해 있으며, 아이들을 포함해 모든 나이대에서 쓰이는 ‘강한’ 언어는 17개뿐이다. 이런 추세로 보아, 언어 보전 노력에도 불구하고 수많은 원주민 언어가 다음 세대 내로 사라지리라 예상된다. 머잖은 미래에, 어쩌면 2050년이 되기 전에 모든 원주민 언어가 사라질 수도 있고 그러면 언어들이 담고 있던 문화적 지식도 함께 사라질 것이다. AIATSIS에 따르면 2019년 기준으로 약 110개 원주민 언어가 남아 있고 그 중 여전히 아이들이 배우고 있는 언어는 13개뿐이다.
도둑맞은 세대 시기에 원주민 아이들은 가족에게서 떨어져 교육 시설에서 단체 생활을 했고 원주민 언어를 쓰면 벌을 받았다. 서로 알아듣지 못하는 언어들이 뒤섞이는 경우가 많았고 오스트레일리아 원주민 영어나 오스트레일리아 크리올이 유일한 공통어였다. 그 결과 원주민 언어의 세대간 전승이 제대로 이루어지지 못해 원주민 언어들의 미래는 심각한 타격을 받았다. 오늘날 언어 전이를 되돌리기 위해서는 부모와 조부모로부터 아이들에게로 언어 전승이 반드시 이루어져야 한다. 부족 언어를 능숙하게 구사하는 것은 어린이들의 민족적 정체성 형성에 긍정적 영향을 주며, 아이들의 정서적 안정에 큰 도움이 되리라 생각된다. 원주민의 언어 전이 현상을 되돌리면 원주민 청소년의 자해와 자살률이 낮아짐을 시사하는 증거도 있다.

## 참고 문헌
- Bowern, Claire (2011년 12월 23일). “How many languages were spoken in Australia?”. Anggarrgoon. 2019년 2월 3일에 원본 문서에서 보존된 문서. 2018년 3월 30일에 확인함.
- Bowern, Claire (2012). “The riddle of Tasmanian languages” (PDF). 《Proceedings of the Royal Society B》 279 (1747): 4590–4595. doi:10.1098/rspb.2012.1842. PMC 3479735. PMID 23015621.
- Bowern, Claire; Atkinson, Quentin (2012). “Computational Phylogenetics and the Internal Structure of Pama-Nyungan”. 《Language》 84 (4): 817–845. CiteSeerX 10.1.1.691.3903. doi:10.1353/lan.2012.0081.
- Dixon, R. M. W. (1980). 《The Languages of Australia》. Cambridge University Press. ISBN 978-0-521-29450-8.
- Forrest, Walter (June 2017). “The intergenerational transmission of Australian Indigenous languages: why language maintenance programmes should be family-focused”. 《Ethnic and Racial Studies》 41 (2): 303–323. doi:10.1080/01419870.2017.1334938.
- Hallett, Darcy; Chandler, Michael J.; Lalonde, Christopher E. (July–September 2007). “Aboriginal language knowledge and youth suicide”. 《Cognitive Development》 22 (3): 392–399. CiteSeerX 10.1.1.134.3386. doi:10.1016/j.cogdev.2007.02.001.
- Harvey, Mark; Mailhammer, Robert (2017). “Reconstructing remote relationships: Proto-Australian noun class prefixation”. 《Diachronica: International Journal for Historical Linguistics》 34 (4): 470–515. doi:10.1163/187740911x558798. 2020년 1월 17일에 원본 문서에서 보존된 문서. 2019년 6월 19일에 확인함.
- McConvell, P.; Thieberger, Nicholas (November 2001). 《State of Indigenous languages in Australia 2001》 (PDF). Department of the Environment and Heritage. 2019년 12월 26일에 원본 문서 (PDF)에서 보존된 문서. 2019년 6월 19일에 확인함.
- O'Grady, Geoffrey; Hale, Ken (2004). 〈The Coherence and Distinctiveness of the Pama–Nyungan Language Family within the Australian Linguistic Phylum〉.   Bowern, Claire; Koch, Harold. 《Australian Languages: Classification and the comparative method》. John Benjamins Publishing. 69–92쪽. ISBN 978-9-027-29511-8.
- Pereltsvaig, Asya (2017). 《Languages of the World: An Introduction》. Cambridge University Press. ISBN 978-1-107-17114-5.
- Walsh, Michael (1991). 〈Overview of indigenous languages of Australia〉.   Romaine, Suzanne. 《Language in Australia》. Cambridge University Press. 27–48쪽. ISBN 978-0-521-33983-4.